# Helena Blagne
Helena Blagne Zaman, född 8 maj 1963 i Jesenice, är en slovensk sångerska. Hon är en av Sloveniens mest prominenta artister och har sålt över två miljoner skivor.
Helena Blagne växte upp i en musikalisk familj. Från tolv års ålder deltog hon med framgång i flera amatörtävlingar i sång, däribland i hemstaden Jesenice. Hennes genombrott kom 1986, då hon vann en sångtävling i Makedonien (Makfest) med låten Ko te ni och tilldelades både publikens och juryns förstapriser. Året därpå vann hon i Splitfestivalen med låten Morje, ljubezen moja och turnerade i bl.a. Turkiet, USA, Kanada och Australien 1987-1988.
Helena Blagne deltog två gånger i Jugovizija, den jugoslaviska uttagningen till Eurovision Song Contest: 1990, där hon framförde bidraget Ti in jaz, jaz in ti tillsammans med Abrakadabra (tiondeplats), och 1991 med bidraget Navaden majski dan (sjundeplats). Hon deltog sedan i den slovenska uttagningen 1993 med Vzemi me nocoj (femteplats). Utöver sin solokarriär har Blagne även utgivit album tillsammans med operasångaren Nace Junkar. Hon har även uppträtt tillsammans med några av världens mest kända operasångare, som Plácido Domingo och Il Divo.
Blagne har även varit värd för den slovenska uttagningen till Eurovision Song Contest 2007 tillsammans med Mario Galunic.

## Diskografi

### Soloalbum
- Voljela sam, voljela (1989)
- Adijo, piši mi (1990)
- Nocoj (1993)
- Nedotaknjena (1995)
- Helena (1996)
- Primadona (1997)
- Duša in srce (1999)
- Srebrna reka (2000)
- Nihče ne ljubi kot slovenec (2001)
- Za vedno ženska (2002)
- Hel1 (2004)
- Helena Blagne s simfoničnim orkestrom (2006)
- Reci mi (2008)
- 10 izbranih (2011)

### med Nace Junkar
- Vrniva se na najino obalo (1990)
- Prijatelja za vedno (1993)
- Helena in Nace (1996)